# Gay (film)
Gay is een Nederlandse tragikomedie uit 2004 onder regie van Tom Six.

## Verhaal
Regisseur Max (Hugo Metsers III) en gesjeesde soapster Pascal (Joris van de Sande) zijn twee hippe homoseksuelen uit Amsterdam. Ze hebben al een tijd een relatie met elkaar. Max is wel bijna 40 en Pascal een jaar of 25. Alles gaat goed totdat Max ook interesse krijgt in een Franse fotograaf. De vraag is of liefde alles overwint.

## Rolverdeling
- Hugo Metsers III - Max
- Joris van de Sande - Pascal
- Nienke Brinkhuis - Snoes
- Dean Reinick - Guy
- Adriaan Adriaanse - Nol
- Casper van Bohemen - Ken
- Josefine van Asdonk - Stefanie
- Serge-Henri Valcke - dierenarts
- Nada van Nie - juryvoorzitter
- Hummie van der Tonnekreek- journaliste
- Kelly van der Veer - lesbienne
- Winston Gerschtanowitz - figurant